# 481
Cette page concerne l'année 481  du calendrier julien. Pour l'année 481 av. J.-C., voir 481 av. J.-C. Pour le nombre 481, voir 481 (nombre).
L'année 481 est une année commune qui commence un jeudi.

## Évènements
- Hiver : les Bulgares, alliés aux Byzantins contre les Goths, passent le Danube et pillent la Thrace. Ils sont repoussés au printemps par les  Ostrogoths de Théodoric Amale et de Théodoric Strabon ; le dernier entre en guerre contre l'empereur Zénon et menace Constantinople, mais sa mort accidentelle donne un répit à l'empire d'Orient[1].
- Mars, Corée : le Koguryŏ envahit le Silla et s'empare de sept forteresses. La coalition de Paekche, Silla et Daegaya reussit à repousser l'offensive du Koguryŏ[2].
- Clovis Ier, fils de Childéric Ier, devient roi des Francs saliens de Tournai en 481 ou 482. Il fonde la dynastie des Mérovingiens[3].
- Odoacre occupe la Dalmatie après avoir battu et tué le comte Ovide, assassin de l'empereur destitué Julius Nepos, qui la contrôlait[4].

## Décès en 481
- Childéric Ier, roi des Francs saliens à Tournai, sa capitale.
- Théodoric Strabon
- Basine de Thuringe